# イングヴェルデ (小惑星)
イングヴェルデ (561 Ingwelde) は小惑星帯の小惑星である。マックス・ヴォルフによってハイデルベルクのケーニッヒシュトゥール天文台で発見された。
マックス・フォン・シリングスのオペラ『イングヴェルデ』に因んで命名された。